# Publius Cornelius Scipio (Konsul 16 v. Chr.)
Publius Cornelius Scipio war ein römischer Senator in der Zeit des Augustus.
Seine Herkunft wird in der Forschung verschieden rekonstruiert. Möglicherweise war er Sohn der Scribonia, der zeitweiligen Gattin des Augustus, aus ihrer Ehe mit einem Cornelius, dessen Identität ebenfalls nicht eindeutig geklärt ist; eventuell handelte es sich um Publius Cornelius, Suffektkonsul im Jahr 35 v. Chr. Andere Wissenschaftler identifizieren den Sohn Scribonias jedoch mit Publius Cornelius Lentulus Marcellinus (Konsul 18 v. Chr.). Im Jahr 16 v. Chr. war Publius Cornelius Scipio ordentlicher Konsul, gemeinsam mit Lucius Domitius Ahenobarbus. Später, vielleicht 8/7 v. Chr., war er Prokonsul der Provinz Asia. Danach ist über ihn nichts mehr bekannt.
Scipio hatte vermutlich wenigstens zwei Söhne, von denen einer um das Jahr 2 n. Chr. als Quästor in der Provinz Achaia belegt ist, der andere 2 v. Chr. in den Skandal um Augustus’ Tochter Iulia verwickelt war. Eine mögliche Tochter ist die Frau des Suffektkonsuls des Jahres 3 n. Chr., Lucius Volusius.